# PKP EM10 sorozat
A PKP EM10 sorozat egy lengyel Bo′Bo′ tengelyelrendezésű villamostolatómozdony-sorozat. Tolatási műveletekhez és rövid távú személyvonatokhoz használja a PKP. Összesen négy darab készült belőle a Cegielskinél. Beceneve Krokodil.